# Фластер
Фластер је немачка реч која означава лепљиви завој за ране.

## Историјат
Ерл Диксон из Њу Џерзија, радник компаније Џонсон и Џонсон, дошао је 1920. године на идеју производње фластера. Наиме, његова се супруга током рада у кухињи стално повређивала; или би се опекла или исекла ножем током сецкања. Његов изум се састојао од лепљиве траке на коју је била додата памучна газа, којом је његова супруга сада могла сама да прекрије рану без ичије помоћи. Диксон је овај свој изум представио својим шефовима у компанији Џонсон и Џонсон и ускоро је почела производња фластера са заштитним знаком BAND-AID®. Диксон је био награђен унапређењем у потпредседника компаније, што је и остао до своје пензије, али није забележено да ли је и његова супруга постала вештија у кухињи.
У почетку је продаја фластера била слаба, јер тадашњи фластер није био данашњег облика, већ је био веома дугачак и незгодан за самостално примењивање. Међутим, 1924. године, Џонсон и Џонсон је представио прву машину за аутоматско прављење фластера који су уједно били и стерилизовани. Потпуно стерилизовани фластери добијени су 1939. године. Током Другог светског рата производња фластера је достигла невероватне размере, и продати су милиони. Године 1958. фластерима је додат и најлон.